# Carmen Costa
Carmelita Madriaga, conhecida pelo nome artístico de Carmen Costa (Trajano de Moraes, 5 de julho de 1920 — Rio de Janeiro, 25 de abril de 2007), foi uma cantora e compositora brasileira.

## Biografia e carreira
Nascida em Trajano de Moraes, no interior do Rio de Janeiro, Carmen mudou-se aos 15 anos para a capital do estado, onde trabalhava como empregada doméstica do cantor Francisco Alves. Numa festa ele a fez cantar para os convidados, entre eles Carmen Miranda, e a incentivou a iniciar uma carreira.
Se apresentou como caloura no programa de rádio de Ary Barroso, saindo-se vencedora. Passou a cantar profissionalmente e a fazer dupla com o cantor e compositor Henricão.
Seu primeiro sucesso foi Está Chegando a Hora, versão da canção mexicana Cielito Lindo, nos anos 40. Em 1945, casou-se com o norte-americano Hans Van Koehler e foi viver com ele nos Estados Unidos. Passou uma temporada em Los Angeles e, em Nova York, esteve no concerto histórico no Carnegie Hall, que marcou a bossa nova nos Estados Unidos, em 1962.
Nos anos 50 voltou ao Brasil, quando conheceu o compositor Mirabeau Pinheiro, com quem viveu um romance por cinco anos e com quem teve sua única filha, Silésia. Juntos tiveram sucessos como Cachaça não é água (quando foram acusados de plágio) e Obsessão.
Desta mesma época foi o samba-canção de Ricardo Galeno Eu sou a outra ("ele é casado/eu sou a outra na vida dele…"), que retratava uma situação que a própria Carmen vivia e, anos depois, assumia.
Foi homenageada no programa "MPB Especial", da TV Cultura de São Paulo, gravado em 1972, no qual a artista fluminense interpretou canções de grande sucesso. Entre o repertório, "Está Chegando a Hora", de Rubens Campos; "Só vendo que Beleza" e "Casinha da Marambaia", de Rubens Campos e Henricão; "Xamego", de Luiz Gonzaga; "Polêmica", de Ataulfo Alves; e "Cachaça Não é Água Não", de Mirabeau.
Com Paulo Márquez, gravou um belo LP "A Música de Paulo Vanzolini", de 1974.
Sua última gravação foi com o cantor Elymar Santos, de quem era convidada especial em alguns shows.
A cantora também participou de vários filmes, como "Pra Lá de Boa" (1949), "Carnaval em Marte" (1955), "Depois Eu Conto" (1956) e "Vou Te Contá" (1958).
Em 2003, a Câmara Municipal do Rio de Janeiro tinha aprovado um projeto de iniciativa do Museu da República e ela foi "tombada" como patrimônio cultural do Brasil. Para a ocasião, compôs a música "Tombamento", que cantou para o ministro da Cultura, Gilberto Gil ("Eu sou a raça/ Sou mistura/ Sou aquela criatura/ Que o tempo vai tombar").
Em 2 de junho de 2004, no Rio de Janeiro, participou da reinauguração da Rádio Nacional, emissora líder de audiência nas décadas de 40 e 50. Na ocasião, houve o encontro do ex-presidente Luiz Inácio Lula da Silva com as "cantoras do rádio", geração de artistas reveladas na Rádio Nacional. Lula definiu o encontro de "saudosismo gostoso" e subiu ao palco do auditório da Nacional para abraçar e beijar Emilinha Borba, 80, Marlene, 79, Carmen Costa, 84, Ademilde Fonseca, 83, Adelaide Chiozzo, 73, e Carmélia Alves, 81.
Morreu no Hospital Lourenço Jorge, no Rio de Janeiro, aos 86 anos, depois de alguns dias internada. Teve insuficiência renal e parada cardíaca às 6h do dia 25 de abril de 2007.

## Discografia

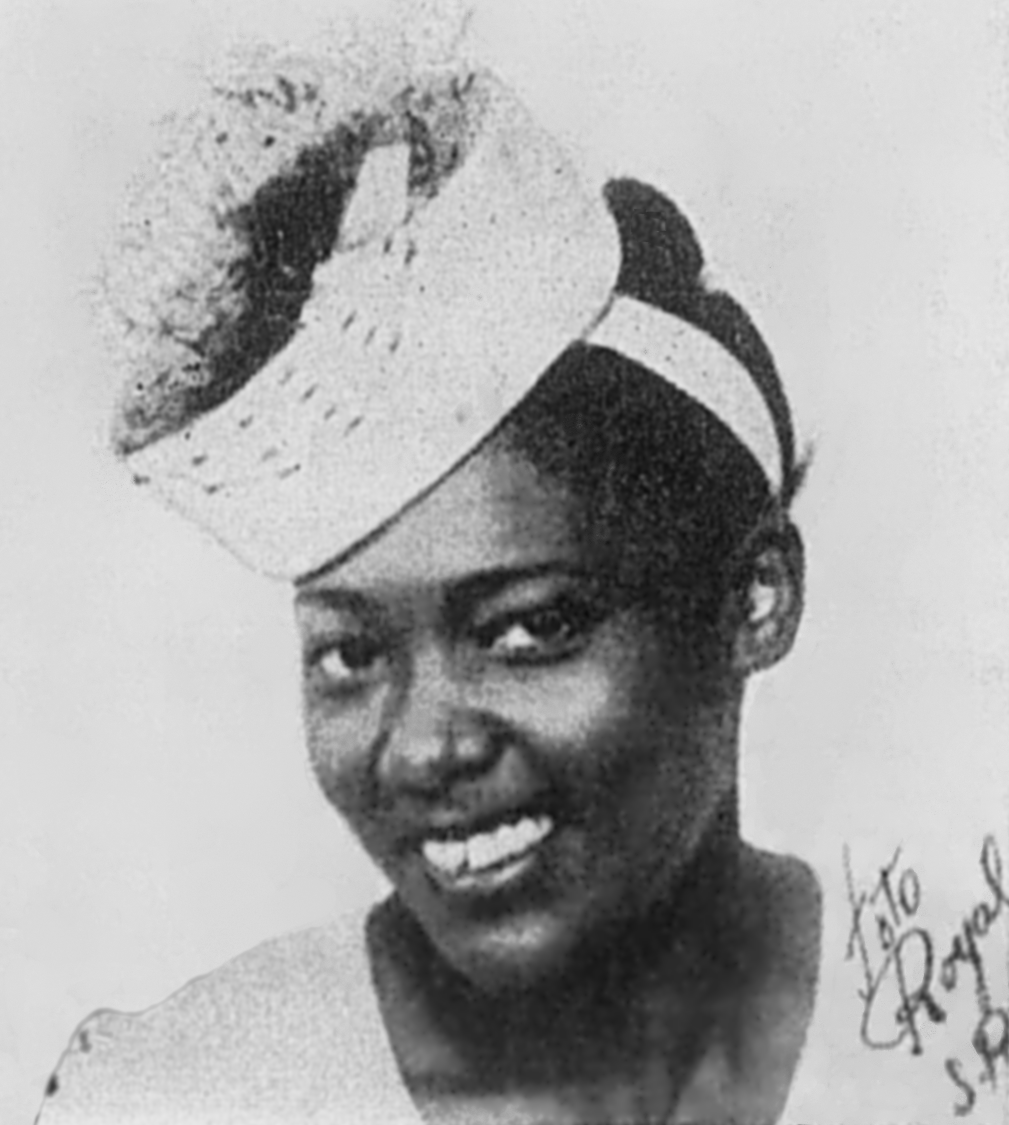
Carmen em 1942.

- Onde está o dinheiro?/Não dou motivo (1939) Odeon 78
- Dance mais um bocado/Não quero conselho (1940) Columbia 78
- Eu sambo meu nego/Não posso viver sem você (1941) Columbia 78
- Está chegando a hora/Só vendo que beleza (1942) Odeon 78
- Depois que ela partiu(Com Henricão)/Formosa morena (1942) Odeon 78
- Carmilito/Festa na roça (1942) Victor 78
- Caramba/A festa é boa (1943) Victor 78
- A coisa melhorou/Já é de madrugada (1943) Victor 78
- Estrela D'Alva (1943) Victor 78
- Quero ver-te uma vez mais/Velho realejo (1943) Victor 78
- Chorei de dor/Não me abandone (1944) Victor 78
- Madalena/Não há (1944) Victor 78
- Chamego/Casinha da Marambaia (1944) Victor 78
- Garota esportiva/A mulher do Lino (1944) Victor 78
- Outro céu/Manduca (1944) Victor 78
- Sarapaté/Ciúme (1945) Victor 78
- E não tarda a amanhecer/Bilu-bilu (1945) Victor 78
- No lesco lesco/Não posso aceitar (1945) Victor 78
- Siga seu destino/Meu barraco (1946) Victor 78
- Sonhei que estava em Pernambuco (1949) Star 78
- Dona Juliana/Chiquinha (1949) Star 78
- Se é pecado eu não sei/Cetim para as baianas (1951) Star 78
- Busto calado/Coco duro (1952) Star 78
- Tô te esperando/Quando chega a noite (1952) Star 78
- Não me deixe/Tô te esperando (1952) Star 78
- Cachaça (Com Colé) (1952) Copacabana 78
- Defesa/Resposta (1953) Copacabana 78.
- Maria Pé de Boi/Batendo pé (1953) Copacabana 78
- Eu sou a outra/Não pode mexer (1953) Copacabana 78
- Tranca rua/Mais tempero (1954) Copacabana 78
- Tio biruta/Mexerica (1954) Copacabana 78
- Canção da alma/Quase (1954) Copacabana 78
- Não é só vestir saia/Manchetes de jornal (1954) Copacabana 78
- Busto calado/Coco duro (1954) Copacabana 78
- Sacode a lapela/Operário (1955) Copacabana 78
- Tem nego bebo aí/Até amanhã (1955) Copacabana 78
- Gente cega/Reencontro (1955) Copacabana 78
- Presidiário/Se você me quer bem (1955) Copacabana 78
- Sei de tudo/Obsessão (1955) Copacabana 78
- Começo de vida/A morena sou eu (1955) Copacabana 78
- Drama da favela/Acacamauê (1956) Copacabana 78
- Na paz de Deus/Deixa o cabrito berrar (1956) Copacabana 78
- Amor barato/Se eu fosse contar (1956) Copacabana 78
- Don Charles/Só você (1956) Copacabana 78
- Jarro da saudade/Está bem (1956) Copacabana 78
- Gato escaldado/Nem só de pão (1957) Copacabana 78
- Jarro da saudade (1957) Copacabana 78
- Facundo/Drama de amor (1957) Copacabana 78
- Cai sereno/Palácio improvisado (1957) Copacabana 78
- Carmen Costa nº 2 (1957) Copacabana LP
- Indecisão/Como eu chorei (1958) Copacabana 78
- Lágrimas de sangue/Augusto Calheiros (1958) RCA Victor 78
- Aquela noite/Está chegando a hora (1959) RCA Victor 78
- Se eu morrer amanhã/Cretcheu (Amor) (1961) RCA Victor 78
- Marcha do cordão da Bola Preta/Se eu morrer amanhã (1961) RCA Victor 78
- Eu sou a outra/Quase (1963) Copacabana 78
- Ensinando a bossa nova/Melancolia (1963) Copacabana 78
- O samba no Brasil/Tem bobo para tudo (1963) RCA Victor 78
- Não fique triste/Mal que faz bem (1964) Copacabana 78
- Embaixatriz do samba (1964) Copacabana LP
- Ziriguidum no Sambão (1971) RCA Candem LP
- Trinta anos depois (1973) RCA Victor LP
- A Música de Paulo Vanzolini - Carmen Costa e Paulo Marques (1974) Discos Marcus Pereira LP
- Carmen Costa (1980) Continental LP
- Agnaldo Timóteo & Carmen Costa - Na Galeria do amor (1981) EMI/Odeon LP
- Benditos, Hinos e Ladainhas (1983) Alvorada/Continental LP
- Tantos caminhos (1996) Som Livre CD
- Bis Cantores do Rádio - Carmen Costa (2000) EMI CD